# La Flèche (Frankrijk)
La Flèche is een gemeente in het Franse departement Sarthe (regio Pays de la Loire). De plaats maakt deel uit van het arrondissement La Flèche. La Flèche telde op 1 januari 2022 15.081 inwoners.

## Geschiedenis
Het oudste deel van de stad is de wijk Saint-André buiten het huidige centrum. De romaanse kapel Notre-Dame-des-Vertus hier dateert uit de 12e eeuw. Hier lag ook de voormalige priorij van Saint-André.

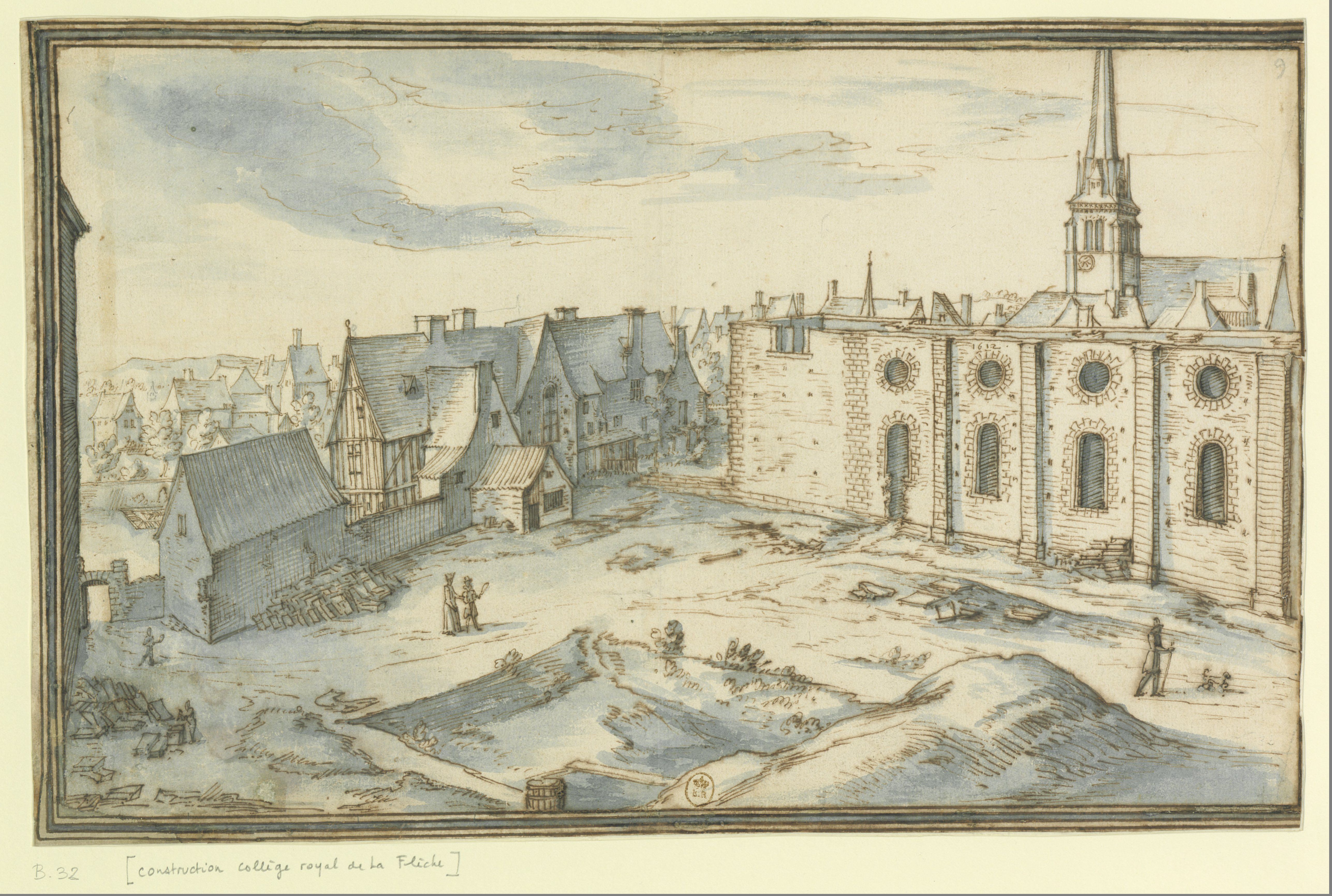
Bouw van het jezuïetencollege (1612)

La Flèche zelf ontstond rond een kasteel aan de rivier de Loir. De stad was omringd door stadsmuren en een gracht, die gevoed werd door de Loir. Françoise van Alençon liet in 1540 het vervallen middeleeuwse kasteel slopen en een nieuw kasteel, het château-neuf, bouwen. In 1603 werd er een jezuïetencollege geopend in de stad, dat door zijn omvang (meer dan 1200 leerlingen) en reputatie een grote uitstraling gaf aan het kleine La Flèche. De filosoof David Hume gebruikte de bibliotheek tijdens zijn twee jaar durende verblijf om A Treatise of Human Nature te schrijven.
Guillaume Fouquet de la Varenne, een vertrouweling van koning Hendrik IV, werd door de koning heer van La Flèche benoemd. Hij zette zich in voor de verfraaiing van de stad en liet aan de Loir een kasteel bouwen. Dit kasteel werd verkocht na de Franse Revolutie en ontmanteld in 1818-1820. In de 17e en 18e eeuw was La Flèche een religieus centrum met vele kloosters. Fiscaal was La Flèche een élection in de provincie Maine, waar een élu onder toezicht van de intendant in Tours instond voor de inning van de koninklijke belasting.
Het jezuïetencollege werd Collège royal, en na de Franse Revolutie vanaf 1808 Prytanée Militaire, een kadettenschool.
In 1965 werden de voormalige gemeenten Verron en Saint-Germain-du-Val bij La Flèche gevoegd.
In 1970 werd het spoorwegstation gesloten.

## Geografie
De oppervlakte van La Flèche bedroeg op 1 januari 2022 74,21 vierkante kilometer; de bevolkingsdichtheid was toen 203,2 inwoners per km². De Loir stroomt door de gemeente.
De onderstaande kaart toont de ligging van La Flèche met de belangrijkste infrastructuur en aangrenzende gemeenten.

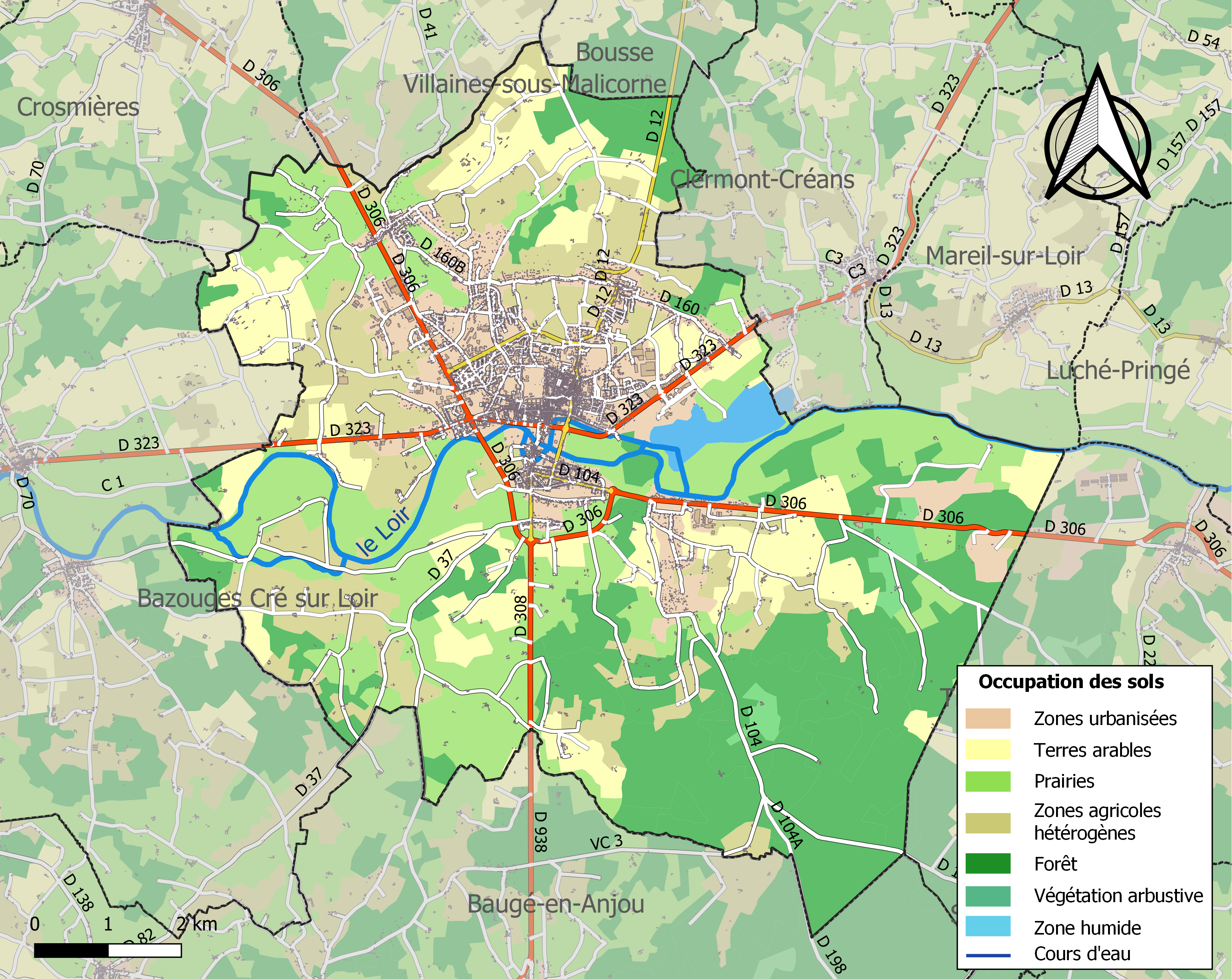

## Demografie
Onderstaande figuur toont het verloop van het inwonertal (bron: INSEE-tellingen).

## Jumelage
- Markala, Mali

## Geboren
- Jérôme Le Royer de la Dauversière (1597-1659), rooms-katholieke geestelijke en ordestichter
- Marie Pape-Carpantier (1815-1878), pedagoge en feministe
- Paul Henri Balluet d'Estournelles de Constant (1852-1924), diplomaat en Nobelprijswinnaar (1909)